# Federació Francesa d'Escacs
La Federació Francesa d'Escacs (FFE) és una federació esportiva que té com a objectiu promoure, controlar i dirigir la pràctica dels escacs al territori francès. Afiliada a la Federació Internacional d'Escacs, la FFE organitza cada any campionats francesos de nombroses categories.

## Històric
Es va fundar la Federació Francesa d'Escacs el 19 de març de 1921 a l'empara la llei de l'1 juliol de 1901 (declaració a la Prefectura del 20 de maig de 1921).
La FFE va ser reconeguda com a federació esportiva el 19 de gener de 2000; ja comptava amb l'acreditació juvenil i d'educació popular.
L'1 setembre de 2006, el grup BNP Paribas esdevingué soci oficial de la FFE. L'any 2015 BNP Paribas va decidir no renovar aquesta associació, que finalitzà el 31 de desembre de 2016.
L'any 2007, la FFE va signar un conveni amb el Ministeri d'Educació Nacional per un període de 3 anys, renovat l'any 2011.

## Presidents de la FFE
- Henri Delaire (1921-1922)
- Fernand Gavarry (1922-1929)
- Léon Tauber (1929-1932)
- Pierre Biscay (1932-1955)
- Marcel Berman (1955-1958)
- Jean Stevenot (1958-1960)
- Paul Garret (1960-1962)
- Pierre Augeix (1962-1970)
- Fernand Supper - Raoul Bertolo (1970-1976)
- Jacques Lambert (1976-1987)
- Raoul Bertolo (1987-1989)
- Jean-Claude Loubatière (1989-2004)
- Georges Beck (2004) ad interim
- Jean Bertrand (2004-2005) ad interim
- Jean-Claude Moingt (2005-2011)[7]
- Henri Carvallo (2011-2013)
- Diego Salazar (2013-2016)[8]
- Didier Fretel (26 de març - 23 d'abril de 2016) ad interim,[9][10]
- Stéphane Escafre (23 d'abril de 2016-desembre de 2016) ad interim,[11][12]
- Bachar Kouatly (10 de desembre de 2016-desembre de 2020).[13]
- Yves Marek ad interim
- Éloi Relange (abril 2021-)